# Vittorio Caprioli
Pour les articles homonymes, voir Caprioli.
 (février 2022).
Si vous disposez d'ouvrages ou d'articles de référence ou si vous connaissez des sites web de qualité traitant du thème abordé ici, merci de compléter l'article en donnant les références utiles à sa vérifiabilité et en les liant à la section « Notes et références ».
Vittorio Caprioli est un acteur, réalisateur et scénariste italien né le 15 août 1921 à Naples, ville où il est mort le 2 octobre 1989.
Caprioli apparaît dans 109 films, surtout italiens mais également français, entre 1946 et 1990. Le grand public français le connaît notamment pour ses seconds rôles dans des films populaires à succès : le double rôle de l'éditeur Charron et de l’infâme colonel Karpov dans Le Magnifique (1973) de Philippe de Broca, ou Don Barberini dans Le Coup du parapluie (1980) de Gérard Oury.

## Biographie

### Formation et débuts
Vittorio Caprioli entre très tôt à l'Académie nationale d'art dramatique de Rome, d'où il sort diplômé et entame aussitôt sa carrière théâtrale en 1942 chez Carli-Racca dans une pièce de William Saroyan aux côtés de Vittorio De Sica, Nino Bezossi et Vivi Gioi.
Dès sa première prestation, il affiche dans son jeu une certaine amertume, de l'ironie voire de l'agressivité, des traits de caractère qui vont aller crescendo tout au long de sa carrière de comédien.
Il passe ensuite dans la compagnie du Piccolo Téatro de Milan avec lequel en 1948 il participe, sous la direction de Giorgio Strehler, à la pièce de William Shakespeare, La tempête et immédiatement après en 1949 dans celle de Carlo Gozzi, Il corvo.

### Carrière
Vittorio Caprioli se risque aussi dans des revues puis dans des comédies musicales et l'année suivante, en 1950, une année phare pour sa carrière, il fonde avec le comédien Alberto Bonnucci et la comédienne Franca Valeri (qui devient sa femme par la suite), Le Téatro dei Gobbi. Lequel va proposer des spectacles subtilement satiriques, contenant des gags sournois, chafouins et des répliques mordantes, d'autant plus spontanées que ses pièces sont totalement dépourvues de textes écrits.
Il apparaît pour la première fois au cinéma en 1946 dans le film de Giacomo Gentilomo, O sole mio, mais de manière si furtive que la plupart des filmographies situent ses véritables débuts au cinéma en 1950 dans la première réalisation de Fellini associé à Lattuada, Les Feux du music-hall (Luci del Varieta), sur le thème du monde du spectacle, dans lequel Caprioli donne une première composition remarquée en interprétant, sous le nom de « Caprioli », un numéro comique dans un night-club.
Il enchaîne en 1951 dans ce qui sera le dernier film du duo comique Laurel et Hardy, Atoll K de Léo Joannon. À cette période, Caprioli se partage entre la scène où il fait salle comble et les plateaux de tournage, dans des rôles encore modestes mais de bonne composition comme en 1954 dans Le Carrousel fantastique (Carosello napolitano) et surtout dans Zazie dans le métro (1960) de Louis Malle.
Entre-temps, il joue dans la pièce de Beckett En attendant Godot et signe sa première réalisation avec La Catacombe, dont le scénario est écrit par sa femme, Franca Valeri. Il se lance dans la réalisation en 1961 avec Leoni al sole (Lions au soleil), se mettant lui-même en scène dans une satire mordante et amère du vitellonisme de Fellini qui est, en fait, un mélange de nostalgie des vieux tréteaux de cirque misérable d'avant-guerre, et de l'ennui qu'éprouvent les curistes d'une station thermale très prisée de la Belle Époque (comme le fut la station de Vittel), qui donna son nom à la stylistique fellinienne.
Il réalise en 1970 un dernier film, avec un scénario considéré comme remarquable, Splendori e miserie di Madame Royal dans lequel il fait une exploration sensible et intelligente du milieu homosexuel petit-bourgeois de Rome.
Caprioli, doté d'une étoffe de dramaturge, a connu son heure de succès dans les années 1960, mais la suite des années 1970 est une période où il tourne un peu n'importe quoi, comme en 1973 et 1975 où il joue dans des films de Sergio Martino et Nando Cicero qui l'emploient à contre sens dans des films érotiques.
En 1976, il joue le rôle du restaurateur italien ruiné qui menace le personnage de Louis de Funès – le critique gastronomique Charles Duchemin – dans une fameuse scène de L'Aile ou la Cuisse où, en guise de vengeance, ledit restaurateur brandit sa carabine et force Duchemin à manger tous les plats immondes de son établissement.
Voulant échapper à la vieille commedia dell'arte napolitaine qui a conduit au néoréalisme, l'œuvre personnelle de Vittorio Caprioli se caractérise surtout par une vision très confidentielle de la société italienne, abordant le plus souvent le cinéma par son côté critique et satirique. Il n'a atteint que partiellement son but. En France, il travaille avec une douzaine de réalisateurs dont Louis Malle et Trintignant qui le mirent en valeur. Les autres réalisateurs n’utilisèrent de lui que le personnage de l'« Italien » type, parfois démesuré ou le plus souvent stéréotypé, comme Gérard Oury dans Le coup du parapluie en 1980 dans le rôle d'un « Don Barberini ridiculisant avec un cynisme non feint, la mafia sicilienne (on se rappellera le point noir sur la glace sans tain) ».
Lorsqu'il tourne pour la télévision en alternant le théatre, l'homme de scène qu'il est est confronté à une difficulté majeure, celle de l'absence de public ; il retourne alors au théâtre.

### Mort et vie privée
Vittorio Caprioli meurt en 1989 à Naples, des suites d'une crise cardiaque. De son deuxième mariage il a eu un fils, Carlo (Rome, 2 février 1972), lui aussi comédien.

## Filmographie

### Acteur
- 1946 : O sole mio de Giacomo Gentilomo
- 1950 : Les Feux du music-hall de Alberto Lattuada e Federico Fellini : Night Club Comic
- 1951 : Atoll K de Léo Joannon : Monsieur Paltroni, avocat italien
- 1951 : Paris est toujours Paris (Parigi è sempre Parigi), de Luciano Emmer
- 1952 : Totò a colori de Steno : Il tenore balbuziente
- 1952 : Marito e moglie de Eduardo De Filippo
- 1952 : Heureuse Époque (Altri tempi - Zibaldone n. 1) d'Alessandro Blasetti
- 1953 : La Fièvre de vivre de Claudio Gora : Pierra
- 1954 : Quelques pas dans la vie (Tempi nostri) de Alessandro Blasetti
- 1954 : Le Carrousel fantastique (Carosello napoletano), de Ettore Giannini : un chanteur
- 1955 : Buonanotte... avvocato! de Giorgio Bianchi : Vittorio
- 1959 : Débrouillez-vous ! (Arrangiatevi) de Mauro Bolognini : Pino Calamari
- 1959 : La Loi de Jules Dassin : Attilio, l'inspecteur
- 1959 : Le Général Della Rovere de Roberto Rossellini : Aristide Bianchelli
- 1960 : Recours en grâce de Laslo Benedek : Sergio
- 1960 : Zazie dans le métro de Louis Malle  : Trouscaillon
- 1961 : A porte chiuse de Dino Risi : le commissaire
- 1961 : Lions au soleil de Vittorio Caprioli : Giugiú
- 1962 : Les Jours comptés (I giorni contati) de Elio Petri : Il 'Professore'
- 1962 : Adieu Philippine de Jacques Rozier : Pachala
- 1962 : Parigi o cara de Vittorio Caprioli: Avallone
- 1963 : Le Jour le plus court de Sergio Corbucci :
- 1964 : I maniaci de Lucio Fulci : le mari (segment Il pezzo antico)
- 1964 : Le Sexe des anges (Le Voci bianche) de Massimo Franciosa et Pasquale Festa Campanile : Matteuccio
- 1964 : Amore facile de Gianni Puccini : Mauri (segment Il vedovo bianco)
- 1964 : La Femme, quelle chose merveilleuse ! (La donna è una cosa meravigliosa) de Mauro Bolognini
- 1966 : Ischia operazione amore de Vittorio Sala
- 1966 : Adulterio all'italiana de Pasquale Festa Campanile : Silvio Sasselli
- 1966 : Moi, moi, moi et les autres (Io, io, io... e gli altri) de Alessandro Blasetti : un politicien
- 1966 : Une vierge pour le prince de Pasquale Festa Campanile : Marchese lignio
- 1966 : Comment j'ai appris à aimer les femmes (Come imparai ad amare le donne) de Luciano Salce : Playboy
- 1967 : L'Amant fantôme (La ragazza del bersagliere) d'Alessandro Blasetti : Settimo
- 1967 : Cible mouvante (Bersaglio mobile) de Sergio Corbucci : Billy, dit « Pizza »
- 1967 : Assicurasi vergine de Giorgio Bianchi
- 1968 : C'est mon mari et je le tue quand bon me semble (Il marito è mio e l'ammazzo quando mi pare) de Pasquale Festa Campanile : Spinelli
- 1968 : Pas folles, les mignonnes (Le dolci signore) de Luigi Zampa : Le voleur
- 1968 : L'Amour à cheval (La matriarca) de Pasquale Festa Campanile : Le libraire
- 1970 : Que fais-tu grande folle ? (Splendori e miserie di Madame Royale) de Vittorio Caprioli : La Poupée de Pékin
- 1970 : Nel giorno del signore
- 1970 : Le Mans: Circuit de l'enfer : Luis
- 1971 : Er più: storia d'amore e di coltello
- 1971 : Quand les femmes étaient femelles : Le professeur
- 1971 : Scandale à Rome : Baron Maurizio Di Vittis
- 1971 : Trastevere : Don ernesto
- 1972 :  L'Automobile de Alfredo Giannetti : Giggetto
- 1972 : La colonna infame
- 1972 : Anche se volessi lavorare, che faccio? : Nereo Tinelli, dit « Due Novembre »
- 1972 : Ettore lo fusto : Menalaus
- 1972 : Tout va bien de Jean-Luc Godard : le patron de l'usine
- 1972 : Quando le donne si chiamavano 'Madonne'
- 1972 : Les Nuits érotiques d'une courtisane (Poppea… una prostituta al servizio dell'impero) : Nero
- 1973 : Ce cochon de Paolo : Salvatore, le pharmacien
- 1973 : Io e lui : Cutica
- 1973 : Le Boss : Il questore
- 1973 : Une journée bien remplie  de Jean-Louis Trintignant: Le juré Mangiavacca
- 1973 : Mademoiselle cuisses longues
- 1973 : Le Magnifique de Philippe de Broca : Karpov / Charron
- 1974 : L'erotomane de Marco Vicario : Onorevole
- 1974 : L'ammazzatina
- 1974 : Salut les pourris
- 1974 : Di mamma non ce n'è una sola : Goffredo
- 1974 : La governante
- 1974 : La Belle et le Puceau : Vincenzo Niscemi
- 1974 : Si' vendetta (feuilleton télé)
- 1974 : La moutarde me monte au nez de Claude Zidi : Le metteur en scène
- 1975 : La prof donne des leçons particulières (L'Insegnante) : Fefe Mottola
- 1975 : I baroni
- 1975 : Colère noire : Commissaire Magrini
- 1975 : Le Messie : Herod le Grand
- 1975 : Catherine et Cie de Michel Boisrond : Moretti
- 1976 : L'affittacamere : Onorevole Vincenzi
- 1976 : Ab morgen sind wir reich und ehrlich : Il 'barone'
- 1976 : Le Trouble-fesses : Tino Capoli / Lucki Capoli
- 1976 : L'Aile ou la Cuisse de Claude Zidi : Vittorio, patron de restaurant
- 1976 : I padroni della città de Fernando Di Leo : Vinchenzo Napoli
- 1977 : Maschio latino cercasi : Carmine
- 1977 : La presidentessa
- 1977 : Grazie tante - Arrivederci
- 1977 : Diamants de sang (Diamanti sporchi di sangue) de Fernando Di Leo : commissaire Russo
- 1977 : La bidonata : Benjamin Bronchi
- 1977 : Messaline, impératrice et putain : Claudius
- 1978 : Avere vent'anni : Nazariota
- 1979 : C'est dingue, mais on y va... ! de Michel Gérard : Col. Cellini
- 1979 : Il malato immaginario : le valet
- 1980 : Café express : Improta, un borsaiolo
- 1980 : Le Coup du parapluie de Gérard Oury : Don Barberini
- 1981 : Prima che sia troppo presto
- 1981 : Il piatto della casa (TV)
- 1981 : Histoires extraordinaires: Le scarabée d'or (TV) : M. Ulysse
- 1981 : La Tragédie d'un homme ridicule (La Tragedia di un uomo ridicolo) : Marshal
- 1981 : Greggio e pericoloso (feuilleton TV)
- 1982 : Più bello di così si muore : Nereo di Sanfilippi dei Conti di Marullo
- 1982 : La specialità della casa
- 1982 : Le Rose et le Blanc : Luigi Martini
- 1983 : Il petomane : Pitalugue
- 1983 : Stangata napoletana : La vedova Fonseca
- 1984 : Uno scandalo perbene
- 1984 : La bella Otero (TV)
- 1984 : Cendrillon '80 : Harry Cardone
- 1987 : Vices et Caprices : Don Vincenzo
- 1987 : Facciaffittasi (feuilleton TV) : Frezza
- 1987 : Roba da ricchi : Bishop
- 1988 : Una botta di vita : Il cuoco
- 1988 : Colletti bianchi (feuilleton TV)
- 1988 : La posta in gioco : Soriano
- 1988 : Une catin pour deux larrons (I Picari) : Mozzafiato
- 1988 : Tutta colpa della SIP : Il conte
- 1989 : L'ultima scena : Antonio, the actors manager
- 1990 : Il male oscuro

### Réalisateur et scénariste
- 1961 : Lions au soleil (Leoni al sole)
- 1962 : Parigi o cara
- 1963 : I cuori infranti (it), épisode La manina di Fatma
- 1967 : Et si on faisait l'amour ? (Scusi, facciamo l'amore?)
- 1970 : Que fais-tu grande folle ? (Splendori e miserie di Madame Royale)
- 1975 : Vieni, vieni amore mio (it)
- 1983 : Stangata napoletana (it)